# Folsom Europe
Folsom Europe, también conocida como Folsom Straßenfest' (Feria Callejera de Folsom), es una feria callejera anual de BDSM y subcultura leather que se celebra en septiembre en Berlín (Alemania) desde 2003.

## Historia

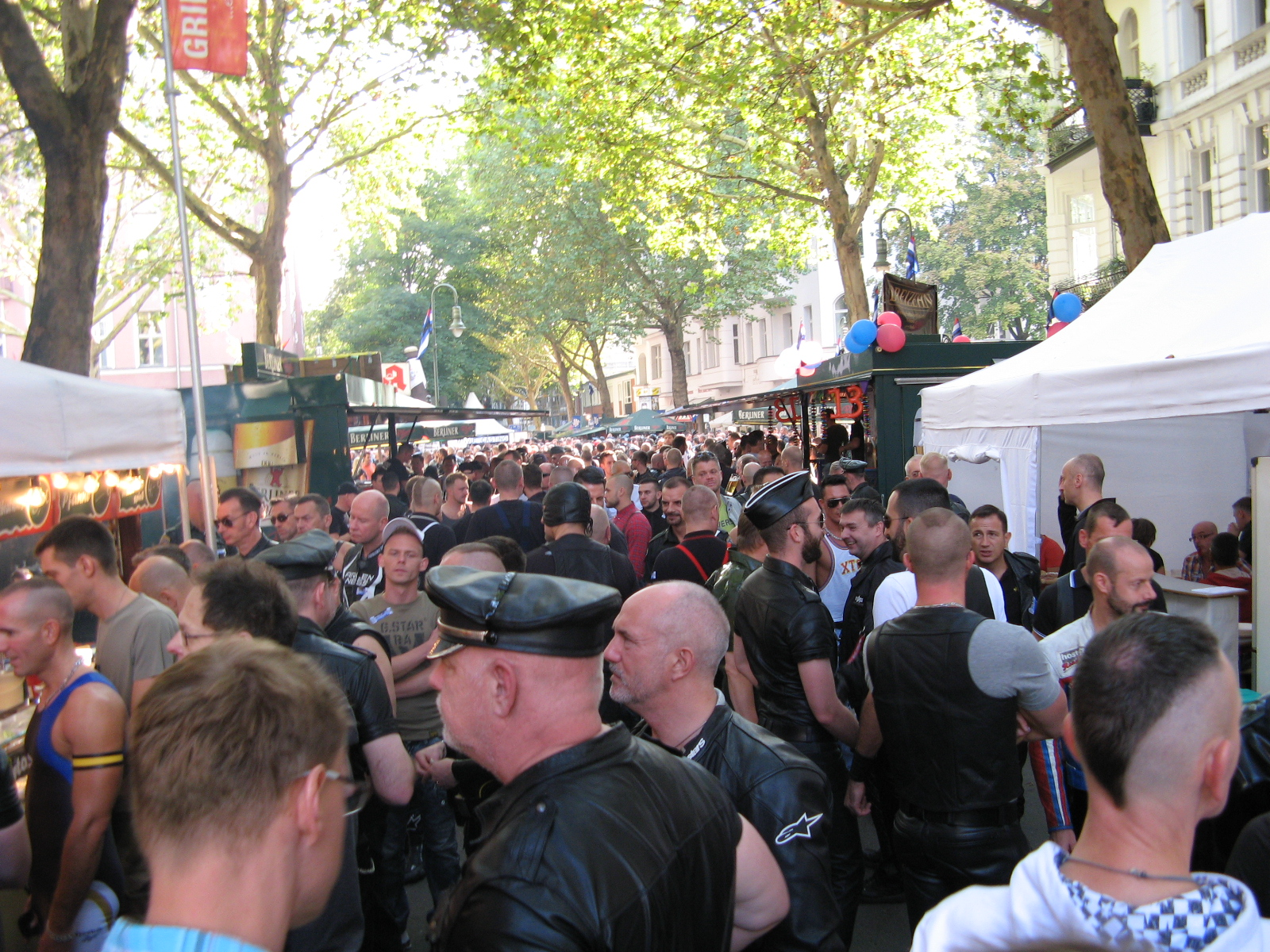
Folsom Europe de 2013

Folsom Europe se creó en 2003 para llevar a Europa el concepto de festival leather sin fines de lucro iniciado por la Feria de la Calle Folsom en San Francisco, California.
Hoy en día, este es uno de los eventos fetichistas gay más grandes de Europa, junto con Easter Berlin, organizado por Berlin Leder und Fetisch e.V. (o BLF, en español: Cuero y Fetiche de Berlín) y que se celebra cada Semana Santa en Berlín. La zona principal de los dos festivales fetichistas está en Schöneberg. El festival callejero Folsom Europe se celebra en Fuggerstrasse y Welserstrasse, cerca de Wittenbergplatz.
Folsom Europe también es el escenario de la Conferencia Anual de Poseedores de Títulos Alemanes, un evento que reúne a los poseedores de títulos fetichistas de todo el mundo para reunirse y recaudar dinero para organizaciones benéficas en Berlín. La recaudación de fondos es una parte importante de esta fiesta callejera fetichista, ya que es el único evento en Europa donde las monjas de la Orden de las Hermanas de la Perpetua Indulgencia se sitúan en las puertas para recaudar fondos de los visitantes.